# Білий Василь Іванович (військовик)
Васи́ль Іва́нович Бі́лий (7 березня 1965, Краматорськ, Донецька область, УРСР — 29 серпня 2014, с. Червоносільське, Амвросіївський район Донецька область, Україна) — солдат батальйону НГУ «Донбас».

## Біографія
Народився 1965 року в місті Краматорськ. Закінчив Краматорську загальноосвітню школу № 13, вивчився на кухаря. Після служби в прикордонних військах переїхав до міста Славутич на Київщину, де прожив понад 20 років, потім повернувся до Краматорська. Коли його рідне місто захопили російські бойовики, вирушив до Києва, де вступив до батальйону «Донбас», щоб захищати свою сім'ю і свій дім, гранатометник.
Солдат резерву 1-ї роти 2-го батальйону спеціального призначення НГУ «Донбас».
У складі батальйону «Донбас» визволяв м. Попасну влітку 2014 року. Брав участь у визволенні м. Іловайська.
29 серпня 2014 року загинув при виході з оточення поблизу Іловайська. Під час героїчного прориву «зеленим коридором», у складі колони  угруповання Українських військ, попав у засідку під с. Червоносільське. Сили та засоби проти  танків 6-ї окремої танкової бригади збройних сил РФ виявились не рівні.
Похований у місті Краматорськ.
Без Василя лишилися дружина, дві дорослі доньки й онука.

## Нагороди та відзнаки
- Звання «Почесний громадянин міста Славутич» (28 жовтня 2014, посмертно)[4]
- Орден «За мужність» III ступеня (31 жовтня 2014, посмертно)[5]
- 2 березня 2016 року в Краматорську Василю Білому відкрито пам'ятний знак
- Нагрудний знак «За доблесну службу» (3 березня 2021, посмертно)[6]
- Його портрет розміщений на меморіалі «Стіна пам'яті полеглих за Україну» в Києві: секція 3, ряд 7, місце 19
- Вшановується 29 серпня на щоденному ранковому церемоніалі вшанування українських захисників, які загинули цього дня в різні роки внаслідок російської збройної агресії[7]
- Іловайський Хрест (посмертно)